# Půdice (krajka)

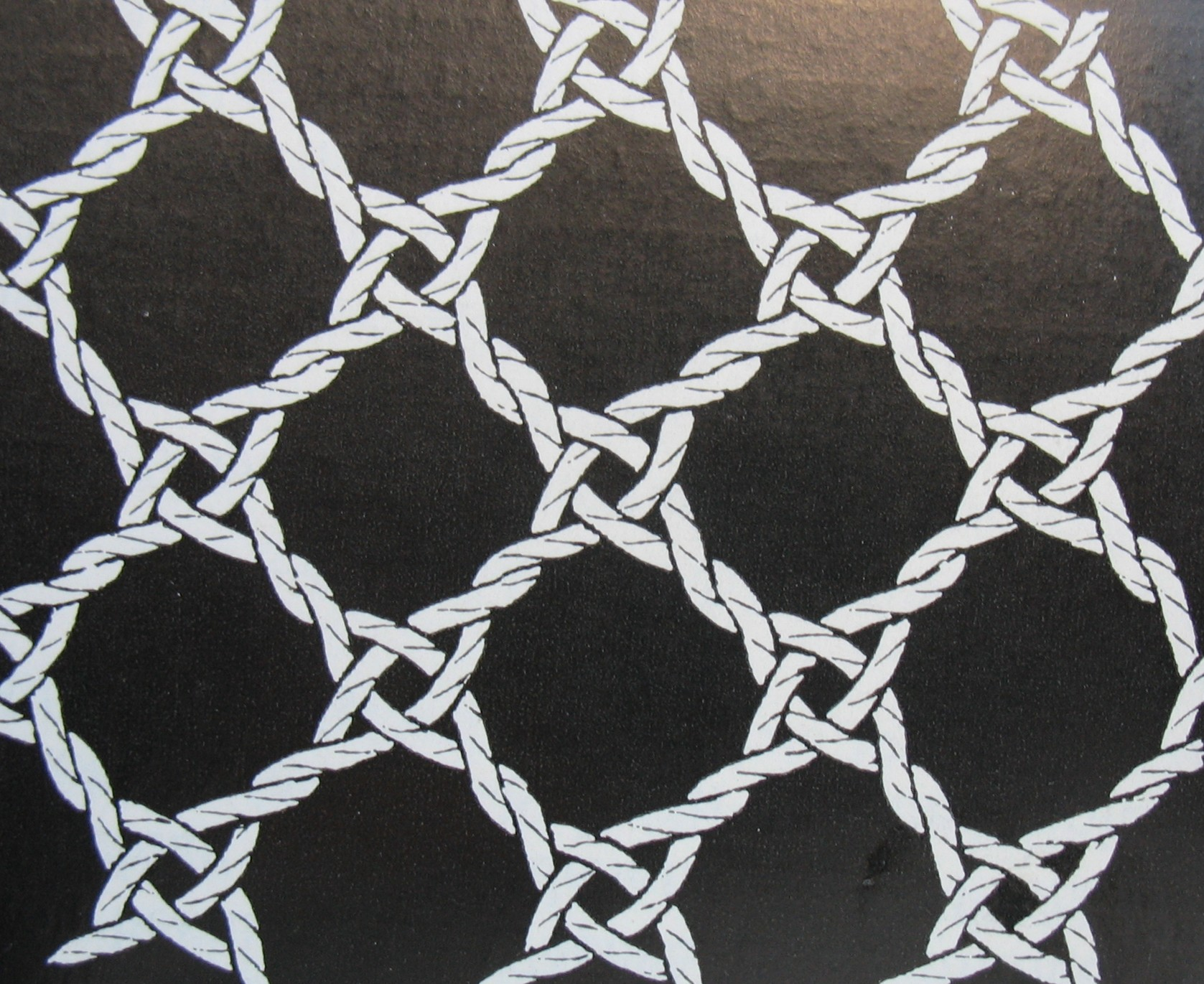
Schémat. nákres dírkové půdice

Půdice (angl.: point ground, něm.: Netzgrund) je plocha z jednoduchých paličkovacích vazeb, které tvoří podklad, půdu mezi složitějšími vazebními efekty a výplní. Půdice se paličkují nejméně ze dvou párů nití, paličkování na půdici probíhá v diagonálním směru.
K základním půdicovým vazbám se počítá: vratná spojka, obtáčené plátno a polohod.
Ke známým vzorům (tvarům a skladbě oček) půdice patří 
- v češtině např.: hráška (uzavřená a otevřená), hrachovinka, tylová p., buňková p. [1], torchonská (dírková) (viz Domjanová)
- z cizojazyčné literatury jsou známé např.: valencienská, mechelenská, panenská (s variantami: zesílená a slovanská), růžičková, armure aj. (viz Schöner 60-69)

Na půdici se zhotovují všechny druhy paličkovaných krajek a některé šité, resp. kombinace paličkovaných a šitých krajek (např. benátská Ground point nebo Burano aj.)
Ručně paličkované půdice jsou v 21. století známé jen z amatérské výroby. Nejstarší patent na strojní výrobu půdice pochází z roku 1808 (tzv. tylový nebo síťovací stoj, viz Schöner str. 186-188) později se vyráběly hlavně na bobinetových strojích a od poloviny 20. století skoro výhradně na rašlech. (Schöner str. 289-290).